# Natjyn Mongusj
Natjyn Olzejevitj Mongusj (ryska: Начын Олзеевич Монгуш), född 28 januari 2000 i Kyzyl, är en rysk brottare som tävlar i fristil.

## Karriär
Vid junior-EM 2019 i Pontevedra tog Mongusj guld i 57 kg-klassen. Vid ryska fristilsmästerskapen 2021 tog han silver efter en finalförlust mot Zaur Uguev. Vid EM i Warszawa 2021 tog Mongusj silver i 57 kg-klassen efter en finalförlust mot Süleyman Atlı.
Vid EM 2025 i Bratislava tog Mongusj guld i 57 kg-klassen efter att ha besegrat serbiske Azamat Tuskajev i finalen.